# مايكل ديفيد ستيفنز
مايكل ديفيد ستيفنز (بالإنجليزية: Michael Stevens)‏ (من مواليد 23 يناير 1986) هو مدرس أمريكي، متحدث عام، ممثل كوميدي، فنان ومحرّر، وشخصية مشهورة على الانترنت، اشتهر بإنشاء قناة VSauce التعليمية على يوتيوب وتقديم الفيديوهات عليها. في البداية كان محتوى القناة مرتبطًا بألعاب الفيديو إلى أن اشتهرت سلسلة الفيديوهات التعليمية DOT التي نشرها على VSauce وقد قدمت هذه السلسل شروحات حول عدة مواضيع علمية وفلسفية ومواضيع متعلقة بالثقافات والأوهام.
كمقدم في VSauce، أصبح مايكل ستيفينز من أنجح اليوتيوبرز وأصبح لديه أكثر من 14 مليون متابع على قناته وحوالي مليار وستة وخمسون مليون مشاهدة، كما أصبح من أوائل مروجي العلوم والتعليم على الإنترنت. عام 2017 أنشأ وقدم سلسلة Mind Field  عبر خدمة يوتيوب المدفوعة يوتيوب ريد. كما كان مقدماًً في جولة Brain Candy Live والتي قدمت شروحات عليمة على المسرح جنباً إلى جنب مع آدام سافاج

## بداية حياته وتعليمه
ولد مايكل ستيفينز في 23 يناير عام 1986 في مدينة كاناساس في ولاية ميسوري الأمريكية. والدته كانت مدرّسة مساعدة ووالده كان مهندساً كيميائياً. انتقلت عائلته إلى ستيلويل في كاناساس عام 1991. تخرج مايكل من مدرسة بلو فالي حيث طور شخصيته الفكاهية وشغفه في المعرفة وشارك في الخطابات التعليمية وبرامج نوادي الدراما. ثم تخرج بعدها من جامعة شيكاغو بشهادة في علم النفس وشهادة في الأدب الانجليزي. قبل التخرج، اهتم مايكل بمونتاج الفيديو، وصنع فيديو قصير بسيناريو معدل لفيلم البريق (فيلم).

## حياته المهنية

### تحرير الفيديوهات على يوتيوب والانضمام لـBarely Political
باستخدام اسم المستخدم pooplicker888، قام مايكل ستيفينز بتحرير وانتاج أول محتوى فيديو له على يوتيوب عام 2007 باستخدام لقطات من فيديوهات قناه CollegeHumor وفاني أور داي. وفي نفس العام، باسم المستخدم CamPain 2008 بدأ بالتعديل الصوتي والتركيب لإنتاج مقاطع فيديو كوميدية قصيرة عن المرشحين للرئاسة في أمريكا عام 2008.
المحتوى الذي قدمه مايكل ستيفينز جذب انتباه بين ريليز، الذي بدوره دعاه ليكون عضواً في المجموعة الكوميدية Barely Political والتي تقدم محتواها عبر الإنترنت. وبانتقاله إلى نيويورك عام 2008، وبالحصول على عمل مع Barely Political وNext New Networks، قام مايكل بتقديم عروض إلى جانب كوميديين مثل مارك دوغلاس، تود وومباك، أندريا فيكزكو، وأمبر لي إيتينجر، ليصبح مشهوراً بدور الراهبة الملتحية. كما قام بتحرير المحتوى للقناة على يوتيوب وقدم فيديو كوميدي حول Owl City كجزء من عرض دوغلاس الشهير The Key of Awesome.

### بداية Vsauce (2010-2012)
المقالة الأصلية: في سوس

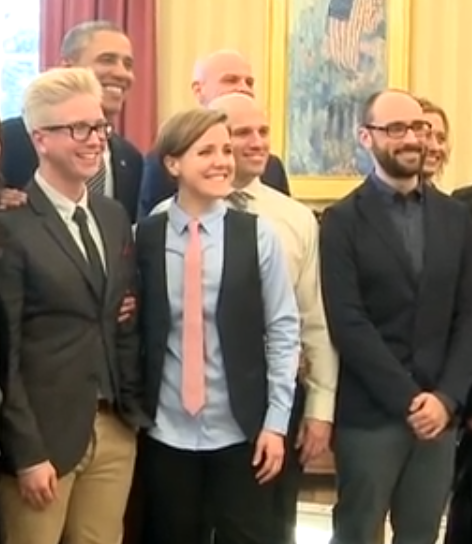
مايكل ستيفينز (على اليمين) مع مشاهير آخرين على يوتيوب في لقاء مع الرئيس الأمريكي باراك أوباماHealthCare.gov in 2014

أطلق مايكل ستيفينز قناة في سوس عام 2010. في البداية كانت تضم عدة مشاركين، وركزت بشكل أساسي على المواضيع المتعلقة بألعاب الفيديو. ثم تضمنت عدة برامج حول مواضيع مختلفة والتي في أغلبها كانت من تقديم مايكل ستيفينز ومن تلك السلاسل سلسلة V-List المتعلقة بألعاب الفيديو، وسلسلة IMG والمتعلقة بمواضيع الصور الشائعة، وسلسلة DONG وهي اختصار للجملة الإنجليزية (Do Online Now Guys) والتي تعني (قوموا بها الآن على الإنترنت يا شباب) والتي قدموا فيها مجموعة من مواقع الإنترنت المتعلقة بالالعاب والعلوم وغيرها. وسلسلة LÜT والتي تحدثوا فيها عن أدوات علمية مميزة يمكن شرائها عبر الانترنت. وقد اشتهر مايكل بالعبارة التي يقولها في بداية كل مقاطعه وهي "Hey Vsauce, Michael here." والتي تعني «مرحباً فيسوس، مايكل هنا». المحتوى الذي لاقى الرواج الأكبر كان الفيديوهات التعليمية التي قدمها مايكل ستيفينز. يقول أن ما ألهمه لتقديم الفيديوهات العلمية هو بول زالوم في برنامجه التعليمي الموجه للأطفال عالم بيكمان. مايكل ستيفينز أدرك حينها أن المحتوى الذي لاقى رواجاً أكثر هو الذي كان يقدم أشياء علمية حقيقية وكان هذا المحتوى في اغلب الاحيان يتضمن تداخلاً في الاختصاصات ومن الأمثلة على ذلك المحتوى نجد فيديوهات تجيب اسئلة مثل «ما هي دقة العين؟»؛«ما هي سرعة الظلام؟»؛«لماذا المؤخرة في المنتصف؟»؛ و«كم يوجد من المال في العالم؟».
لاحقاً في 2010، أطلق مايكل ستيفينز قناتين أخرتين باسمي Vsauce2 و Vsauce3، واللتان كان لهما في النهاية مقدماهما ومنتجاهما الخاصان وهما كيفن ليبير وجايك روبر. في كانون الأول من عام 2011، تم نقل معظم المحتوى المتعلق بالانترنت وألعاب الفيديو إلى هاتين القناتين وبقيت قناة Vsauce لمايكل ستيفينز وحده وتم تكريسها للمحتوى التعليمي. أكثر الفيديوهات رواجاً هي التي كانت عناوينها بشكل اسئلة يجيب عليها مايكل ستيفينز أو يناقشها بشكل مفصل مغطياً جميع النواحي من أي مجال علمي متعلق بها.

### غوغل، حوارات تيد، وتدريس العلوم (2012-2016)
في عام 2012، العام الذي تلى استحواذ غوغل على Next New Networks، بدأ مايكل ستيفينز بالعمل كاستراتيجي محتوى لصالح غوغل في لندن. دوره كان يركز على منصة يوتيوب التابعة لغوغل، ويشمل ذلك الالتقاء بمنشئي المحتوى الآخرين لتحسين درجة تأثير محتواهم.
أصبح مايكل ستيفينز متحدث عام. وقدم اثتنيتين من الحوارات عبر منصة تيد عام 2013 وهما: «كم وزن الفيديو؟» في حدث TEDActive الرسمي، و«لماذا نطرح الأسئلة؟» في حدث TEDxVienna. وتحدث أيضاً في مناسبات أخرى مختلفة مثل Adweek،  VidCon، MIPTV Media Market، مهرجان ايدينبورغ الدولي للتلفزيون، ونوفو نورديسك كمعلم حول مرض السكري. عام 2015 ظهر في حدث مهرجان معجبي يوتيوب في تورونتو.
خلال عمله في Vsauce مايكل ستيفينز تعاون وظهر إلى جانب شخصيات بارزة في الوسط العلمي ومنهم بيل ني (في «لماذا قطعت الدجاجة الشارع؟»)، ديرك مولير (في العشوائية الكمومية)، جايك هورنر وكريس برات (في دراسات الديناصورات والعالم الجوراسي)، وديفيد أتينبوروغ (في مقابلة حول كوكب الأرض 2).

### Mind Field و Brain Candy Live
في عام 2016، المقدم المساعد السابق في قناة مدمرو الخرافات آدام سافاج صرح انه سيشارك مايكل ستيفينز في جولة مسرحية في 2017. لاحقاً في نفس العام، مايكل ستيفينز نشر فيديو على قناة Vsauce يعلن فيه انه وآدام سافاج سيزورون أربعين مدينة في الولايات المتحدة الأمريكية ليقدموا Brain Candy Live. تم التعريف عن الجولة كعرض مسرحي علمي حي يجمع مابين حوارات تيد و مجموعة بلو مان ‏. وتم الإعلان عن جولة أخرى حول الولايات المتحدة الأمريكية في آذار-أيار 2018.
تعاون ستيفينز مع مع يوتيوب ريد (حالياً يوتيوب بريميوم) لإنشاء وتقديم برنامج Mind Field والذي عرض أول مرة في يناير 2017 على قناة Vsauce عبر خدمة يوتيوب المدفوعة. كل حلقة من السلسلة التعليمية تدرس نمطاً مختلفاً من السلوك الانساني، عن طريق التحليل والقيام بالتجارب على مايكل ستيفينز والضيوف ومنهم دومينيك موناغان. قال مايكل ستيفينز انه «عرض برنامج Mind Field على عدة شبكات تلفزيونية لكنها جميعها رفضته».

## الحياة الشخصية
انتقل مايكل ستيفينز ألى لندن، انجلترا عام 2012. في عام 2016، تزوج من مارني، وانتقل عائداً إلى أمريكا، ويقيم حالياً في لوس انجلوس، وكذلك يفعل جايك روبر مقدم في سوس.
في وثائقي Field Day، والذي يقدم فيه صانعوا الأفلام المحتوى الذي يرغبون به، قرر مايكل ستيفينز زيارة ويتير في ألاسكا ليلقى الضوء على فرادة هذه المدينة.

## فيلموغرافيا
| Year         | Title                          | Role                      |
| ------------ | ------------------------------ | ------------------------- |
| 2009–2010    | The Key of Awesome             | الراهبة الملتحية          |
| 2010–present | في سوس                         | شخصيته نفسها              |
| 2012         | Dark Matters: Twisted But True | شخصيته نفسها              |
| 2013         | Asdfmovie6                     | شاب يتحدث عن الجزر        |
| 2013         | جيمس ماي                       | شخصيته نفسها              |
| 2013         | America Declassified ‏          | شخصيته نفسها (كصحفي علوم) |
| 2014         | Super Brainy Zombies           | مايكل                     |
| 2014         | Jimmy Kimmel Live!             | شخصيته نفسها              |
| 2015         | جيمي أوليفر                    | شخصيته نفسها              |
| 2016         | BattleBots                     | شخصيته نفسها (كحكم)       |
| 2017–present | Mind Field                     | شخصيته نفسها              |

## الجوائز
| Year | Award Show                | Category                            | Recipient                          | Result | Ref    |
| ---- | ------------------------- | ----------------------------------- | ---------------------------------- | ------ | ------ |
| 2013 | ريل بلاير Video Visionary | تعليمي                              | في سوس                             | فوز    | [ 50 ] |
| 2014 | جوائز ويبي                | صوت الناس للأخبار والمعلومات (قناة) | في سوس                             | فوز    | [ 51 ] |
| 2014 | جوائز ستريمي              | العلوم والتعليم                     | في سوس                             | فوز    | [ 52 ] |
| 2015 | جوائز ستريمي              | العلوم والتعليم                     | في سوس                             | فوز    | [ 53 ] |
| 2015 | جوائز ستريمي              | التحرير                             | في سوس (مايكل ستيفينز وغاي لارسين) | رُشِّح    | [ 53 ] |
| 2015 | جوائز ويبي                | صوت الناس للعلوم والتعليم (قناة)    | في سوس (قنوات)                     | فوز    | [ 54 ] |
| 2016 | جوائز ويبي                | صوت الناس للعلوم والتعليم (قناة)    | في سوس (شبكات)                     | فوز    | [ 55 ] |

## روابط خارجية
- مايكل ستيفينز على موقع IMDb (الإنجليزية)
- مايكل ستيفينز على موقع قاعدة بيانات الفيلم (الإنجليزية)